# Abdou-Moumouni-Universität Niamey
Die Abdou-Moumouni-Universität Niamey (französisch: Université Abdou Moumouni de Niamey) ist eine staatliche Universität in Niamey in Niger. Sie ist die älteste und größte Universität des Landes.

## Geschichte

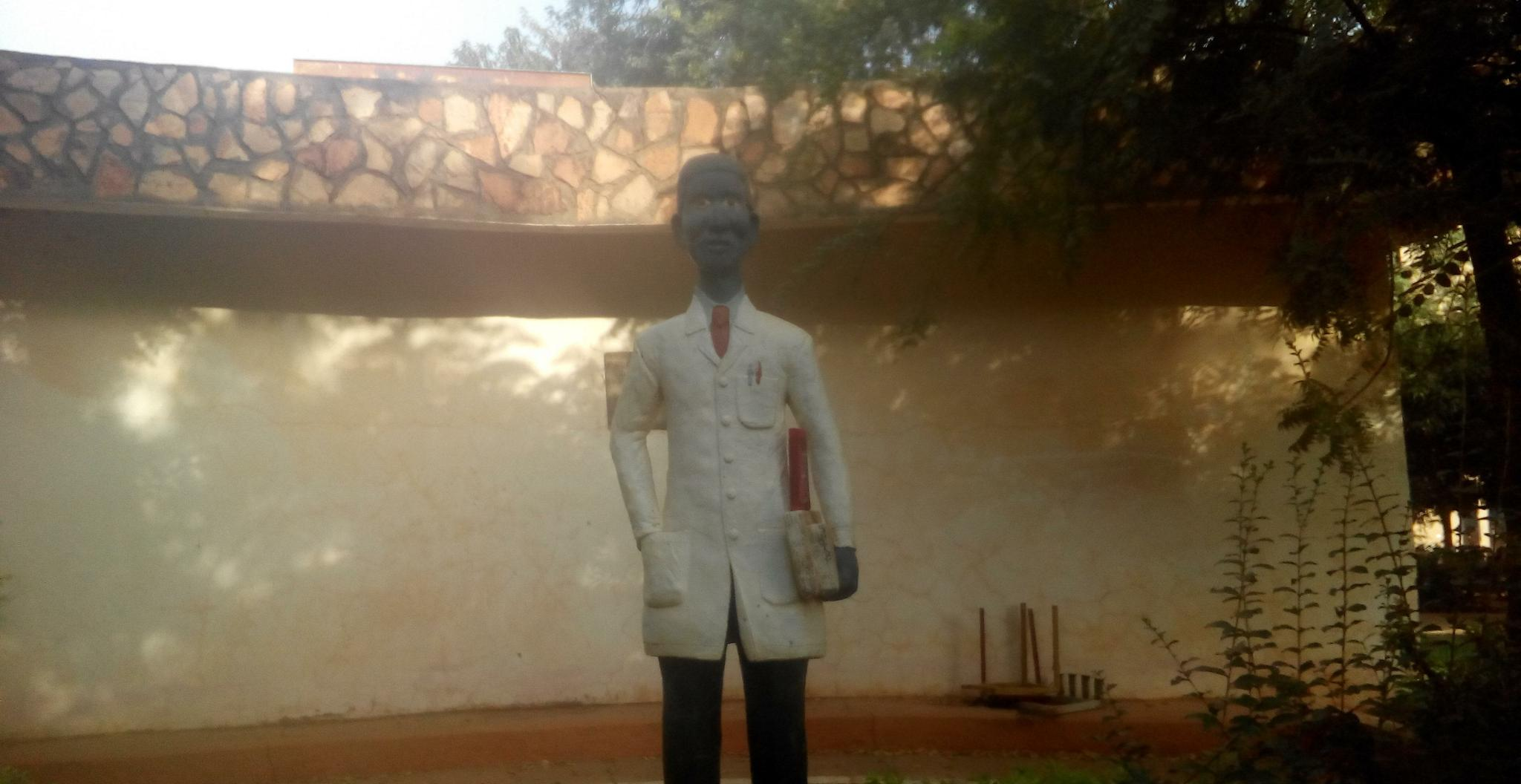
Statue von Abdou Moumouni am Universitätscampus (2016)

Die Universität wurde von 1971 bis 1979 nach Plänen des Architekturbüros Kalt Pouradier-Duteil Vignal erbaut. Am 6. September 1971 wurde per Gesetz der Centre d’Enseignement Supérieur de Niamey geschaffen, aus dem 1973 die Université de Niamey hervorging. Die Agrarwissenschaftliche und die Medizinische Fakultät gibt es seit 1974, die Rechts- und wirtschaftswissenschaftliche Fakultät seit 1980. Die Universität wurde 1992 nach dem Physiker Abdou Moumouni, der von 1979 bis 1982 Rektor war, in Université Abdou Moumouni umbenannt. Im Jahr 1999 erfolgte eine weitere Namensänderung in Université Abdou Moumouni de Niamey. Aus Technischen Universitätsinstituten in drei Regionalhauptstädten gingen 2010 eigenständige Universitäten hervor: die Dan-Dicko-Dankoulodo-Universität Maradi, die Djibo-Hamani-Universität Tahoua und die André-Salifou-Universität Zinder.
Im Studienjahr 2009/2010 zählte die Universität 11.266 Studierende und 293 Lehrende, 2012 waren es 13.078 Studierende und 326 Lehrende. Im Jahr 2017 waren an der UAM etwa 23.000 Studierende eingeschrieben.

## Campus

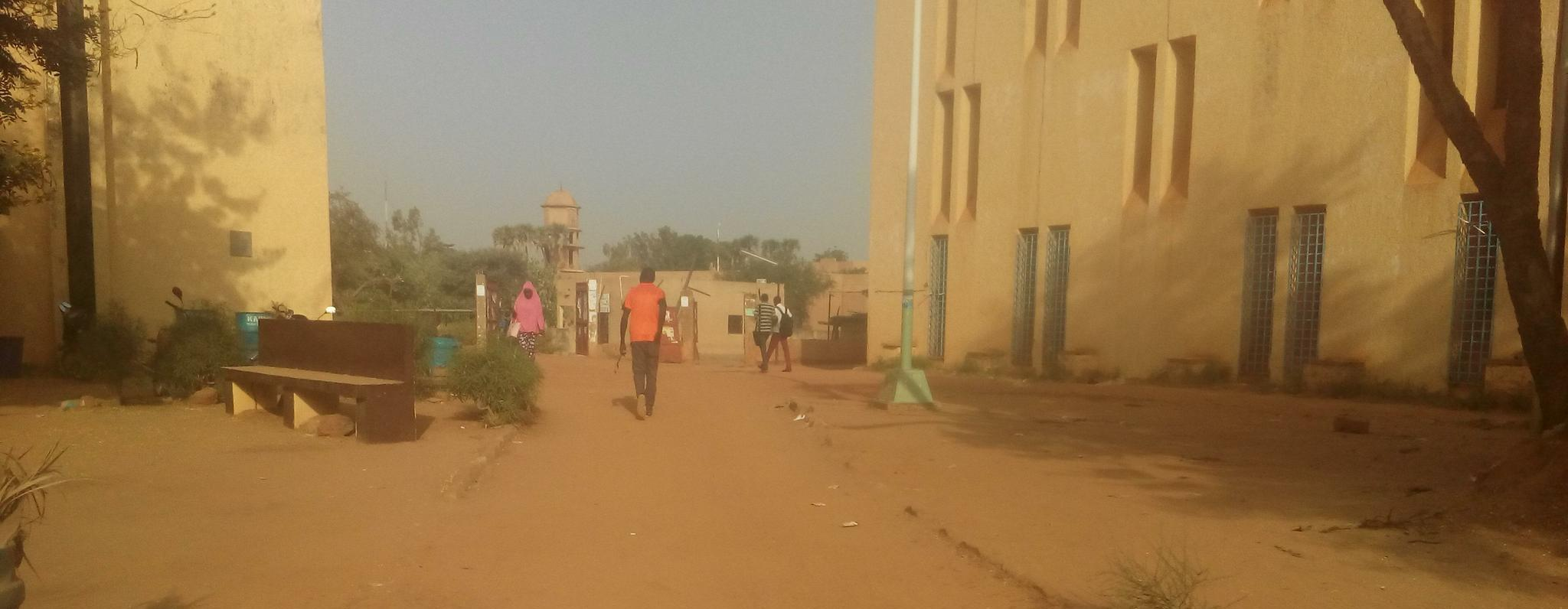
Am Campus der Abdou-Moumouni-Universität Niamey (2016)

Der weitläufige Universitätscampus bildet ein eigenes Stadtviertel (quartier) im Arrondissement Niamey V am rechten Ufer des Flusses Niger.

## Abteilungen

### Fakultäten
- Agrarwissenschaftliche Fakultät

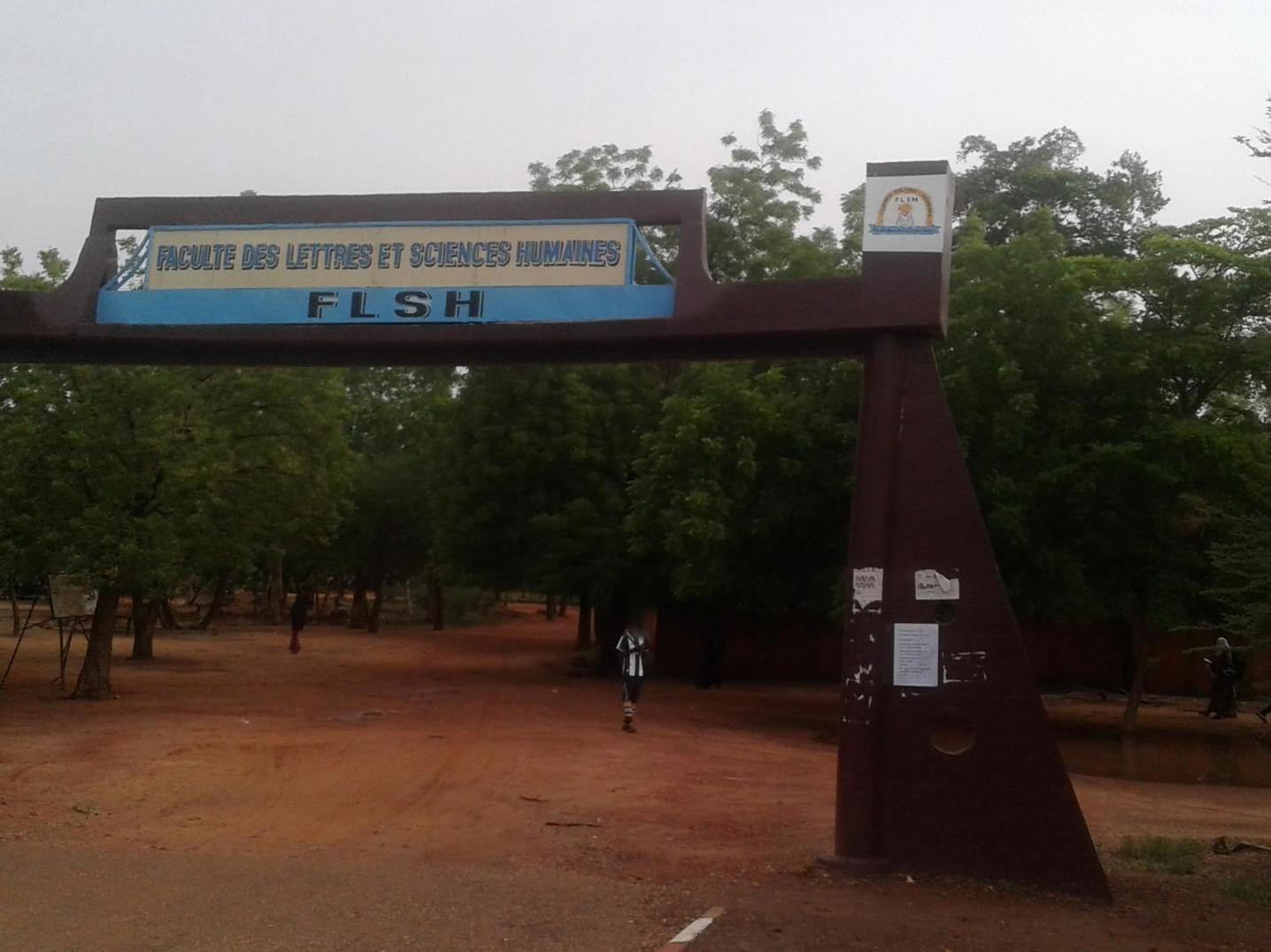
Tor zur Geistes- und humanwissenschaftlichen Fakultät (2017)

- Geistes- und humanwissenschaftliche Fakultät
  - Institut für Anglistik
  - Institut für Geographie
  - Institut für Geschichtswissenschaft
  - Institut für moderne Literaturwissenschaft und Kommunikationswissenschaft
  - Institut für Sprachwissenschaft
  - Institut für Philosophie
  - Institut für Psychologie
  - Institut für Soziologie
- Medizinische Fakultät
  - Institut für Innere Medizin und Facharztausbildung
  - Institut für Chirurgie und chirurgische Fachgebiete
  - Institut für Laboratoriumsmedizin
  - Institut für Gesundheitswissenschaften
  - Institut für Pflegewissenschaft
- Rechts- und wirtschaftswissenschaftliche Fakultät
  - Institut für Rechtswissenschaft
  - Institut für Wirtschaftswissenschaft
- Naturwissenschaftliche und technische Fakultät
  - Institut für Mathematik und Informatik
  - Institut für Physik
  - Institut für Chemie
  - Institut für Biologie
  - Institut für Geologie

### Forschungsinstitute und École normale supérieure

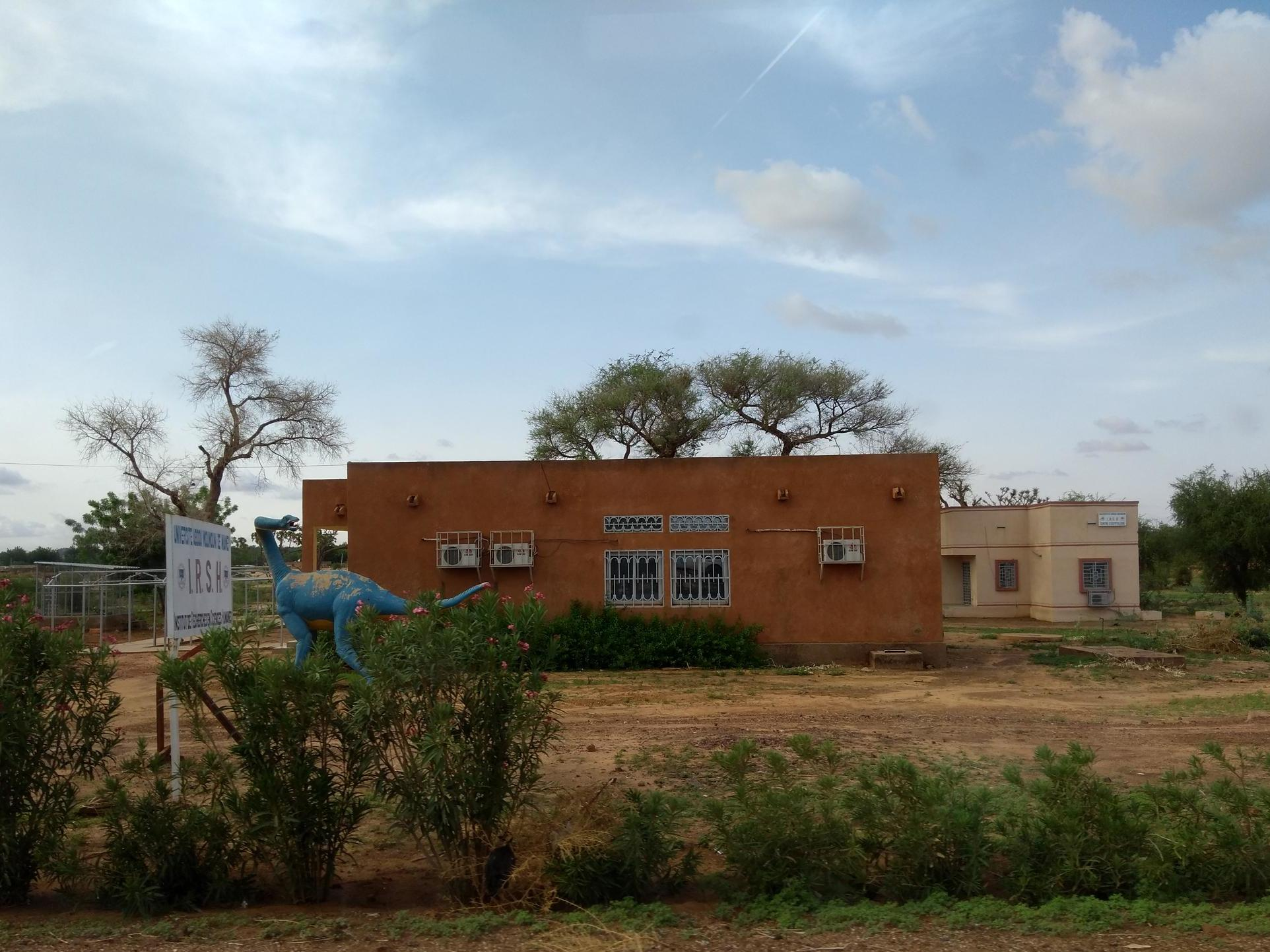
Gebäude beim Forschungsinstitut für Humanwissenschaften (2017)

- Forschungsinstitut für Humanwissenschaften
  - Institut für Kunst und Archäologie
  - Institut für arabische und Adschami-Handschriften
  - Institut für Geschichte von unten
  - Institut für nationale Sprachen und Sprachwissenschaft
  - Institut für Entwicklungssoziologie
  - Institut für Geographie und Raumplanung
- Forschungsinstitut für Mathematik-Unterricht
- Forschungsinstitut für Radionuklide
  - Institut für Atomphysik und Kernchemie
  - Institut für Radioagronomie, Ökophysiologie und Nuklearmedizin
  - Institut für Elektronik und Informatik
- École normale supérieure
  - Institut für französische Sprache
  - Institut für englische Sprache
  - Institut für Mathematik
  - Institut für Geschichte
  - Institut für Geographie
  - Institut für Physik
  - Institut für Chemie
  - Institut für Lebens- und Erdwissenschaften
  - Institut für Psychopädagogik

## Studentenleben

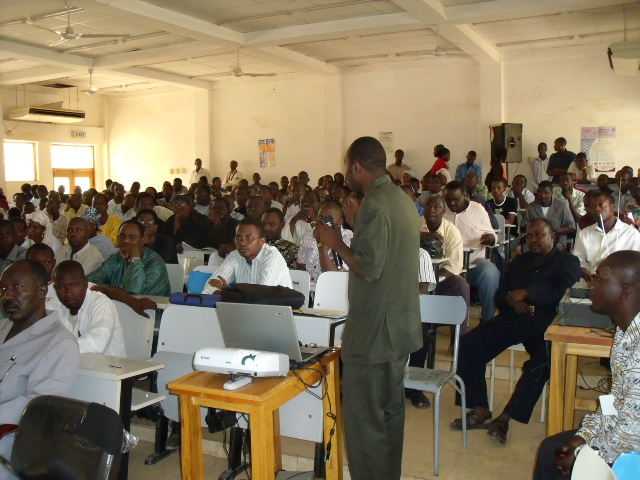
Konferenzteilnehmer in der Abdou-Moumouni-Universität Niamey, 2009

Nigrische Studierende werden vom Centre des Œuvres Universitaires unter anderem mit Wohnplätzen in Studentenheimen unterstützt.
Die Wohnheime sind jedoch stark überbelegt.
Die Studienbedingungen sind Anlass von häufigen Studentenprotesten. Die tödlichen Zusammenstöße zwischen Studierenden und Sicherheitskräften am 9. Februar 1990 auf der Kennedybrücke standen am Beginn der Demokratisierungsbestrebungen in Niger nach den Jahren der Herrschaft des Obersten Militärrats.
Das hauptsächlich aus Studierenden bestehende Theaterensemble Troupe Mourna (Hausa für „Freude“) etablierte sich Ende des 20. Jahrhunderts als eine der fünf regelmäßig auftretenden Theatergruppen aus Niger. Die anderen waren die Truppe von Yazi Dogo im Centre Culturel Oumarou Ganda, die Theaterensembles der staatlichen Rundfunkanstalt ORTN in Niamey und Zinder, die Messagers du Sahel unter der Leitung von Azonhon Faton und Les Tréteaux du Niger unter der Leitung von Achirou Wagé. Die Troupe Mourna spezialisierte sich auf politische Satire.

## Netzwerke
Die Abdou-Moumouni-Universität Niamey ist Mitglied folgender Hochschulnetzwerke:
- Agence Universitaire de la Francophonie (AUF) – Universitätsagentur der Francophonie[13]
- Conférence des recteurs des universités francophones d’Afrique et de l’océan Indien (CRUFAOCI) – Rektorenkonferenz der französischsprachigen Universitäten Afrikas und des Indischen Ozeans[14]
- Réseau pour l’excellence de l’enseignement supérieur en Afrique de l’Ouest (REESAO) – Netzwerk für Exzellenz der höheren Bildung in Westafrika[15]

## Persönlichkeiten

### Rektorinnen und Rektoren
- Boubakar Ba, von 29. November 1973 bis 9. September 1979
- Abdou Moumouni, von 10. September 1979 bis 3. Oktober 1982
- Abdou Hamani, von 4. Oktober 1982 bis 17. Februar 1988
- Hamidou Arouna Sidikou, von 18. Februar 1988 bis 20. März 1990
- Alhassane Yénikoye, von 29. März 1990 bis 16. Mai 1999 (erste Amtsperiode)
- Bouli Ali Diallo, von 17. Mai 1999 bis 24. Juni 2005
- Alhassane Yénikoye, von 25. Juni 2005 bis 11. Oktober 2011 (zweite Amtsperiode)
- Habibou Abarchi, von 12. Oktober 2011[16] bis 22. September 2017
- Mamadou Saïdou, von 23. September 2017[17] bis 8. September 2023
- Rabani Adamou, von 9. September 2023[18] bis 12. November 2024
- Moussa Baragé, seit 13. November 2024[19]

### Lehrende
- Moustapha Alassane (1942–2015) war ab den 1970er Jahren 15 Jahre lang Direktor der Filmakademie der Universität.[20]
- Hassana Alidou (1963–2023) wirkte von 1993 bis 1994 als Dozentin für Sprachwissenschaft.[21]
- Ousmane Amadou (* 1970) leitete von 2011 bis 2013 das Departement für Wirtschaftswissenschaft.[22]
- Ada Boureïma (* 1945) lehrte ab 1979 Pädagogik.[23]
- Mamadou Dagra (* 1953) war von 1981 bis 1985 Dekan der wirtschafts- und rechtswissenschaftlichen Fakultät.[24]
- Mahamane Laouali Dan-Dah (* 1966), ein Jurist, war ab 1994 als Dozent tätig.[25]
- Chaïbou Dan Inna (* 1952) lehrte ab 1984 an der geistes- und humanwissenschaftlichen Fakultät.[26]
- Alfred Dogbé (1962–2012) war von 1997 bis 1999 Lehrbeauftragter für Literaturkritik.[27]
- Yazi Dogo (* 1942) lehrte ab 1987 zunächst Hausa und Französisch, dann darstellende Kunst.[28]
- Pierre Foulani (1939–2020) war ab 1971 in verschiedenen Funktionen tätig, unter anderem als Dekan der naturwissenschaftlichen Fakultät und Vizerektor der Universität.[29]
- Boubé Gado (1944–2015) war von 1985 bis 1992 und von 2000 bis 2003 Direktor des Forschungsinstituts für Humanwissenschaften.[30]
- Foumakoye Gado (* 1950) leitete von 1985 bis 1990 das Departement für Chemie und war von 1990 bis 2011 Maître de conférences an der École normale supérieure.[31]
- Djibo Hamani (* 1943) wirkte ab 1979 als Direktor des Forschungsinstituts für Humanwissenschaften.[32]
- Adamou Idé (* 1951) lehrte als Experte für Berufsausbildung und den öffentlichen Dienst.[33]
- Marcel Inné (1934–2001) war Verantwortlicher für die Lehrerausbildung.[34]
- Sanoussi Jackou (1940–2022) lehrte Agrarwissenschaften und leitete ab 1989 die wirtschaftswissenschaftliche Fakultät.[35]
- Diouldé Laya (1937–2014) war von 1970 bis 1977 Direktor des Forschungsinstituts für Humanwissenschaften.[36]
- Mamadou Kiari Liman-Tinguiri (* 1953) lehrte von 1986 bis 1992 an der Universität, ab 1991 als Dekan der Fakultät für Rechts- und Wirtschaftswissenschaften.[37]
- Aïchatou Mindaoudou (* 1959) lehrte Rechtswissenschaft.[38]
- Aïssata Moumouni (1939–2021) war mit Unterbrechungen von 1975 bis 1995 in der Lehrerausbildung tätig.[39]
- Fatimata Mounkaïla (* 1944) wirkte von 1986[40] bis 2008 als Literaturwissenschaftlerin an der Universität.[41]
- Ibrahim Natatou (* 1962) wirkte in der ersten Hälfte der 2010er Jahre am Departement für Chemie der naturwissenschaftlichen und technischen Fakultät.[42]
- Abdoulaye Niandou Souley (1962/1963–2010) war Dozent (maître-assistant) an der Fakultät für Wirtschafts- und Rechtswissenschaften und stand jahrelang dem Departement für Rechtswissenschaft vor.[43]
- Robert Nicolaï (* 1945) unterrichtete von 1973 bis 1981 an der Universität und gründete und leitete die Abteilung für Linguistik.[44]
- Marie-Françoise Roy (* 1950) war von 1981 bis 1983 als Dozentin (maître-assistant) tätig.[45]
- André Salifou (1942–2022) war von 1984 bis 1991 Professor für Geschichte an der Pädagogischen Fakultät.[46]
- Gerd Spittler (* 1939) hatte 1984 erstmals eine Gastprofessur inne und lehrte nach seiner Pensionierung 2004 an der Universität.[47]

### Alumni
- Aboubacar Ibrahim Abani (* 1962), Diplomat
- Hassana Alidou (1963–2023), Pädagogin und Diplomatin
- Ousseina Alidou (* 1963), Sprachwissenschaftlerin
- Marou Amadou (* 1972), Jurist und Politiker
- Ousmane Amadou (* 1970), Wirtschaftswissenschaftler und Politiker
- Mahamadou Ibrahim Bagadoma (* 1961), General
- Yaou Sangaré Bakary (* 1964), Politiker und Diplomat
- Mariama Cissé (* 1962), Richterin
- Mahamane Laouali Dan-Dah (* 1966), Jurist und Politiker
- Chaïbou Dan Inna (* 1952), Theaterwissenschaftler, Dramatiker und Politiker
- Alfred Dogbé (1962–2012), Novellist und Dramatiker
- Foumakoye Gado (* 1950), Politiker
- Aminatou Gaoh (* 1961), Diplomatin
- Amadou Bacharou Ibro (* um 1964), Offizier
- Chékou Koré Lawel (* 1957), General
- Hama Hima Souley (* 1959), Unternehmer und Sportfunktionär
- Souleymane Issakou (* 1964), Diplomat
- Mahamadou Issoufou (* 1952), Politiker, Staatspräsident Nigers
- Rakiatou Kaffa-Jackou (* 1965), Luftfahrtexpertin und Politikerin
- Abdoulaye Diori Kadidiatou Ly (1952–2020), Richterin
- Abdoulaye Khamed (1956–2020), Medienmanager und Politiker
- Kokou Henri Motcho (* 1959), Geograph
- Ibrahim Natatou (* 1962), Chemiker und Politiker
- Chaïbou Néino (1964–2020), Museumsleiter
- Saïdou Oua (* 1956), Agronom und Politiker
- Yahouza Sadissou (* 1966), Journalist und Politiker
- Malam Saguirou (* 1979), Filmregisseur
- Fadjimata Sidibé (* 1955), Pädagogin, Diplomatin und Politikerin
- Salifou Wakasso (* 1960), General